# Koźliszki (rejon wileński)
Koźliszki (lit. Kazliškės) − wieś na Litwie, w rejonie wileńskim, 4 km na wschód od Duksztów, zamieszkana przez 6 ludzi.
W II Rzeczypospolitej kolonia Koźliszki należała do powiatu wileńsko-trockiego w województwie wileńskim.